# Nøbbet Kirke
Nøbbet Kirke er en nyromansk kirke af rødt tegl fra 1908 i den nordlige ende af bebyggelsen Nøbbet på det nordvestlige Lolland.

## Galleri
- Nøbbet Kirke på postkort fra ca. 1910
- Alteret
- Prædikestolen
- Døbefonten
- Pulpituret med orglet
- Kirkeskibet